# Börje Leander
Börje Leander (Avesta, 7 marzo 1918 – Mora, 30 ottobre 2003) è stato un calciatore svedese, di ruolo centrocampista.

## Carriera

### Club
Dopo un anno al Vasalunds, ha vestito la maglia dell'AIK, dove ha collezionato 267 presenze con 26 gol segnati.

### Nazionale
Ha giocato 23 volte con la Nazionale del proprio paese, vincendo anche la medaglia d'oro Calcio ai Giochi della XIV Olimpiade.

## Palmarès
- Oro olimpico: 1

Londra 1948